# Wujaszek Wania (film 1970)
Wujaszek Wania (ros. Дядя Ваня, Diadia Wania) – radziecki film dramatyczny z 1970 roku oparty na scenariuszu i reżyserii Andrieja Konczałowskiego powstały na podstawie sztuki Antona Czechowa. Wyprodukowany przez studio Mosfilm.

## Opis fabuły
Profesor Aleksandr Sieriebriakow (Władimir Zeldin) ze swoją młodą żoną przybywa do majątku ziemskiego odziedziczonego po pierwszej żonie i zarządzanego przez jej brata, Iwana Wojnickiego (Innokientij Smoktunowski). Profesor chce sprzedać posiadłość. Wojnicki kocha się skrycie w żonie Sieriebriakowa.

## Obsada
- Irina Anisimowa-Wulf jako Maria Wasiliewna Wojnicka
- Siergiej Bondarczuk jako doktor Michaił Lwowicz Astrow
- Irina Kupczenko jako Sofia Aleksandrowna Sieriebriakowa
- Jekatierina Mazurowa jako Marina
- Irina Miroszniczenko jako Jelena Andriejewna Sieriebriakowa
- Nikołaj Pastuchow jako Ilja Iljicz Tieliegin
- Innokientij Smoktunowski jako Ivan "Wujaszek Wania" Wojnicki
- Władimir Zieldin jako profesor Aleksandr Władimirowicz Sieriebriakow

i inni